# Michael Korstick
Michael Korstick (* 30. April 1955 in Köln) ist ein deutscher Pianist.

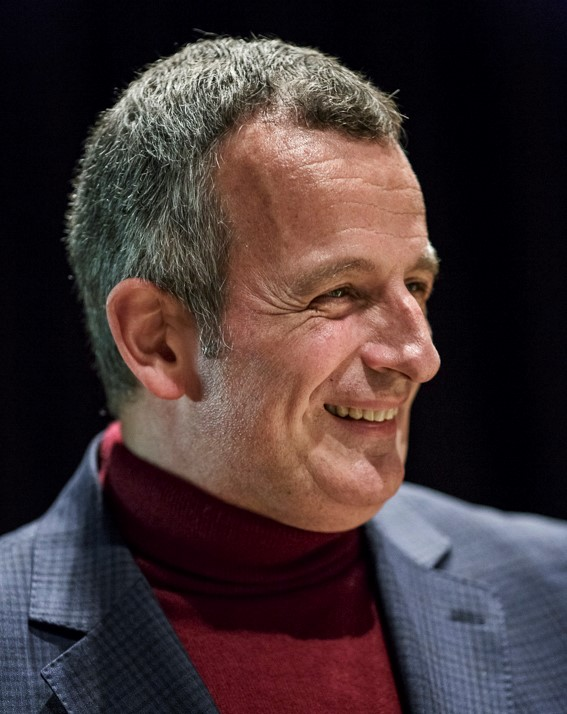
Michael Korstick (2014)

## Leben und Wirken
Michael Korstick erhielt mit neun Jahren den ersten Klavierunterricht. Bereits mit elf Jahren gewann er den ersten Preis beim Wettbewerb Jugend musiziert. Nach dem Abitur studierte er bei Jürgen Tröster in Köln und bei Hans Leygraf in Hannover sowie in Moskau bei Tatjana Nikolajewa. Ab 1976 studierte er als Stipendiat an der New Yorker Juilliard School, wo er sein Studium bei Sascha Gorodnitzki abschloss. Außerdem arbeitete er mit Jeaneane Dowis beim Aspen Music Festival. Er ist Preisträger mehrerer internationaler Wettbewerbe, darunter der Beethoven-Wettbewerb Wien, der  „Reine Sofia“-Wettbewerb Madrid, der Tschaikowski-Wettbewerb und der Internationale Musikwettbewerb Montréal. Als Gewinner der Bundesauswahl Konzerte junger Künstler des Deutschen Musikrats kehrte er 1983 nach Deutschland zurück und entfaltete eine internationale Konzertlaufbahn.
Korstick wurde von Audiophile und Fono Forum als „einer der wichtigsten Beethoven-Interpreten unserer Zeit“ charakterisiert. Sein Repertoire umfasst neben 120 Klavierkonzerten eine große Zahl von Solowerken aller Stilepochen, darunter den Zyklus sämtlicher Klaviersonaten von Beethoven. Er unternahm zahlreiche weltweite Konzertreisen und spielte zyklische Gesamtaufführungen der Klavierkonzerte von Beethoven, Brahms, Liszt, Rachmaninow, Bartók und Prokofjew.
Korstick hat mehr als 60 CD-Einspielungen für verschiedene Labels produziert, für die er unter anderem mit dem Echo Klassik 2005, dem MIDEM Classical Award Cannes 2009 sowie siebenmal, zuletzt im Februar 2022, mit dem Preis der deutschen Schallplattenkritik ausgezeichnet wurde. Bei den International Classical Music Awards (ICMA) 2022 erhielt er für seine über 60 CD-Einspielungen den Special Achievement Award.
Von 2014 bis 2022 hatte er eine Professur an der Anton Bruckner Privatuniversität in Linz inne.

## Diskografie

### OehmsClassics
- 2004 Ludwig van Beethoven: Klavierwerke Vol. 1 – Diabelli-Variationen op. 120
- 2005 Ludwig van Beethoven: Klaviersonaten Vol. 2 – Sonaten 1, 2, 3
- 2006 Ludwig van Beethoven: Klaviersonaten Vol. 3 – Sonaten 4, 9, 10, 12
- 2006 Ludwig van Beethoven: Klaviersonaten  Vol. 4 – Sonaten 5, 6, 7, 8
- 2007 Ludwig van Beethoven: Klaviersonaten Vol. 5  – Sonaten 11, 19, 20, 13, 14
- 2007 Ludwig van Beethoven: Klaviersonaten Vol. 6 – Sonate 15, Variationen op. 34, op. 35
- 2008 Ludwig van Beethoven: Klaviersonaten Vol. 7 – Sonaten 16, 17, 18
- 2008 Ludwig van Beethoven: Klaviersonaten Vol. 8 – Sonaten 21, 22, 23
- 2008 Ludwig van Beethoven: Klaviersonaten Vol. 9 – Sonaten 24, 25, 26, 27, 28
- 2003 Ludwig van Beethoven: Klaviersonaten Vol. 10 – Sonate 29, Bagatellen op. 126, Rondo op. 129
- 1997 Ludwig van Beethoven: Klaviersonaten Vol. 11 – Sonaten 30, 31, 32
- 1997/2010 Robert Schumann: Kreisleriana op. 16, Arabeske op. 18, Carnaval op. 9
- 2018 Sergei Rachmaninoff: Klavierkonzert Nr. 3 d-moll op. 30, Variationen über ein Thema von Corelli op. 42, Klaviersonate Nr. 2 b-moll op. 36

### cpo
- 2005 Darius Milhaud: Sämtliche Werke für Klavier und Orchester
- 2007 Max Reger: Klavierkonzert F-Moll op. 114, Bach-Busoni: Klavierkonzert D-Moll BWV 1052
- 2008/1997 Franz Liszt: Années de Pèlerinage I  "Suisse", Sonate H-Moll
- 2009 Franz Liszt: Années de Pèlerinage II "Italie"
- 2010 Franz Liszt: Années de Pèlerinage III  +  Venezia e Napoli
- 2009/2010 Felix Mendelssohn Bartholdy: Lieder ohne Worte (Gesamtaufnahme), Variations sérieuses
- 2011 Dmitri Kabalewski: Klavierkonzerte Nr. 1–4, Fantasie nach Schubert D940, Rhapsodie op. 75
- 2014 Franz Schubert: Klaviersonaten D664,D959,D960 + Moments Musicaux D780; Ungarische Melodie D817
- 2015 Franz Liszt: Harmonies Poétiques et Religieuses
- 2016 Alberto Ginastera: Das Klavierwerk
- 2017 Dmitri Kabalewski: Sämtliche Klaviersonaten
- 2018 César Franck: Prélude, Choral et Fugue; Prélude, Aria et Final; Violinsonate (in der Bearbeitung für Klavier solo von Alfred Cortot)
- 2020 Dmitri Kabalewski: Sämtliche Préludes
- 2021 The Essential Scarlatti
- 2022 Ludwig van Beethoven: Klavierkonzerte 0 - 7
- 2025 Ludwig van Beethoven: Bagatellen & Variationen

### Hänssler Classic
- 2007 Charles Koechlin: Klavierwerke Vol. 1 – "...des jardins enchantés..."
- 2008 Charles Koechlin: Klavierwerke Vol. 2 – Les Heures persanes op. 65
- 2008 Charles Koechlin: Offrande musicale sur le nom de BACH op. 187
- 2009 Charles Koechlin: Klavierwerke Vol. 3 – "...des horizons lointains..."
- 2011  Claude Debussy: Piano Music Vol. 1
- 2012 Claude Debussy: Piano Music Vol. 2
- 2013 Claude Debussy: Piano Music Vol. 3
- 2015 Claude Debussy: Piano Music Vol. 4
- 2018 Claude Debussy: Piano Music Vol. 5
- 2024 Johannes Brahms: Klavierkonzerte 1 & 2

### Gramola
- 2013 Richard Strauss:  Sonate für Violine und Klavier op. 18
- 2014 Iván Eröd:  Sonaten für Violine und Klavier
- 2014 Ludwig van Beethoven: Sonaten für Klavier und Violine Vol. 1 – Sonaten No. 9, 10 (op. 47 Kreutzersonate, op. 96)
- 2015 Ludwig van Beethoven: Sonaten für Klavier und Violine Vol. 2 – Sonaten No. 1, 2, 3, 8 (op. 12 No. 1-3, op. 30 No. 3)
- 2015 Ludwig van Beethoven: Sonaten für Klavier und Violine Vol. 3 – Sonaten No. 4, 5 (op. 23, op. 24 Frühlingssonate)
- 2015 Ludwig van Beethoven: Sonaten für Klavier und Violine Vol. 4 – Sonaten No. 6, 7 (op. 30 No. 1, 2)
- 2015/1999 Mussorgsky: Bilder einer Ausstellung / Sergei Prokofiev: Klaviersonate Nr. 8 / Tschaikowsky: Doumka / Ljapunov: Lesghinka
- 2016 Franz Schubert: Die Klaviertrios
- 2017 Ludwig van Beethoven: Konzert für Klavier, Violine, Violoncello und Orchester C-Dur op. 56
- 2018 Bohuslav Martinu: Konzert für Violine, Klavier und Orchester
- 2018 Edward Elgar: Sonate für Violine und Klavier op. 82
- 2023 Sergei Prokofiev: Sämtliche Werke für Violine und Klavier
- 2024 Jean Sibelius:  Werke für Violine und Klavier
- 2025 Französische Violinsonaten. Werke von Gabriel Fauré, Guillaume Lekeu, Francis Poulenc, Olivier Messiaen. Mit Thomas Albertus Irnberger, Violine.